# Ignazio Lulich
Ignazio Lulich (Monfalcone, 1908 – ...) è stato un calciatore italiano, di ruolo difensore. Era soprannominato Nazio ed era indicato anche come Lulich IV per distinguerlo dai suoi tre fratelli.

## Carriera
Con la Monfalconese C.N.T. gioca due campionati di Prima Divisione dal 1926 al 1928. Con il club di Monfalcone aveva debuttato nella stagione 1923-1924. Nel 1928 passa alla Dominante con cui conta 16 gare nel campionato di Divisione Nazionale 1928-1929.
Dopo un anno al Venezia nel campionato di Serie B 1929-1930, nella stagione 1930-31 gioca nel Rovigo, con la cui maglia colleziona 16 presenze senza mai segnare. Infine fa un altro anno in B alla Monfalconese, senza però mai scendere in campo in partite ufficiali.